# Francisco Calvo
Francisco Cipriano Calvo (San José, 14 de septiembre de 1819 - 18 de julio de 1890) fue un sacerdote católico y soldado costarricense. Doctor en Derecho Canónico y catedrático de la Universidad de Santo Tomás, es principalmente conocido por su papel como capellán del ejército costarricense durante la Campaña Nacional de 1856-1857 y por ser el fundador de la primera logia masónica regular en Costa Rica. Es el autor del «Libro de las defunciones», donde recopila los datos de los fallecidos en dicha campaña militar, el cual fue incluido en 2016 en el registro nacional de Memoria del Mundo de la UNESCO y se encuentra en el Archivo Eclesiástico de Costa Rica.

## Biografía

### Primeros años
Fue hijo extramatrimonial del presbítero Juan de los Santos Madriz y Cervantes y de Petronila del Castillo Villagra (hermana del presbítero Florencio del Castillo). Fue repudiado por ambos padres, que entregaron a la Iglesia para que se le criara como niño expósito por el presbítero Rafael del Carmen Calvo Rosales, de quien tomó el apellido. En 1831, ingresó y cursó estudios sacerdotales en el Seminario Conciliar de León, Nicaragua, del que se graduó como triple Bachiller en Filosofía, Teología y Derecho Civil. Regresó a Costa Rica en 1842. Se le nombró catedrático en Teología e impartió clases en la Universidad de Santo Tomás a partir de 1844. En 1847, se le otorgó un Bachillerato en Derecho Canónico y fue ordenado como sacerdote en la ciudad hondureña de Comayagua. Fungió como sacerdote en la parroquia de Cartago.

### Campaña Nacional
En 1853, el presidente Juan Rafael Mora Porras nombró a Calvo capellán del Ejército costarricense. En tal puesto, participó en la Campaña Nacional de 1856-1857 contra los filibusteros de William Walker. Además de capellán, se enlistó como soldado y luchó en varias batallas. Calvo se distinguió también por acompañar y cuidar a los soldados costarricenses enfermos por la epidemia de cólera que se desató en 1856, tras la Batalla de Rivas, y por recopilar una lista de los soldados costarricenses fallecidos en batalla o por el cólera en el llamado «Libro de las defunciones», en el cual registró el nombre de los caídos en batalla, con su rango militar y su lugar de origen. Fue distinguido por el presidente Mora con el grado de coronel y se le entregó la Cruz de Honor por su participación en la batalla de Rivas.
Terminada la guerra, laboró en el Hospital Lazareto y formó parte de la Junta de Caridad de San José, entre 1858 y 1859. Luego del golpe de Estado que derrocó al presidente Mora, fue perseguido por los adversarios del derrocado mandatario. Como seguidor de Mora, Calvo fue uno de los organizadores del regreso del expresidente en 1860, intentando recobrar el poder, pero la derrota y posterior fusilamiento de Mora en Puntarenas lo obligó a abandonar el país, dirigiéndose a Panamá y posteriormente a Perú.

### Francmasón
En Perú, Calvo se inició como francmasón en 1862, en una logia del Callao, llegando a ascender hasta el grado de Maestro. En 1864 regresó a Costa Rica, donde retomó sus estudios y se graduó de Doctor en Derecho Canónico en 1865. Aunque llegó a ser canónigo del Cabildo Eclesiástico de San José y a pesar de la prohibición contra la participación de los católicos en la francmasonería, en 1865 el Padre Calvo tomó la iniciativa de fundar la Logia Caridad N.º 26, la primera logia masónica regular de Costa Rica.  Dentro de la francmasonería, el Padre Calvo tomó el nombre de Ganganelli en alusión al Papa Clemente XIV, nacido Giovanni Vincenzo Antonio Ganganelli y responsable de la supresión de la orden de los jesuitas. En 1871, fundó el Gran Oriente y Concejo Supremo Centroamericano, del cual fue el máximo dirigente y por el que se le confirió el grado 33, la más alta jerarquía masónica.
El Padre Calvo llegó a tener gran influencia durante los gobiernos liberales de los Presidentes Tomás Guardia Gutiérrez y Próspero Fernández Oreamuno. Contribuyó personalmente a la nominación, por parte del gobierno del General Guardia, de Monseñor Bernardo Augusto Thiel como segundo obispo de Costa Rica, selección que luego fue avalada por la Santa Sede. En 1874, presidió la asamblea obrera en la que se fundó el primer gremio de Costa Rica, la Sociedad de Artesanos de San José. En 1882, aplicó la extremaunción al presidente Guardia y realizó varios ritos masónicos en su sepelio. En 1885 volvió a fungir como capellán del Ejército costarricense, y ofició el matrimonio del presidente Bernardo Soto Alfaro, también masón, con Pacífica Fernández Guardia.

### Deceso
El padre Calvo fue obligado por las autoridades eclesiásticas a renunciar a la Masonería (al menos en público) y murió a los 70 años, en la indigencia, el 18 de julio de 1890, en el Hospital San Juan de Dios. Sus exequias, con honores militares, se realizaron en la Catedral Metropolitana de San José. Fue enterrado en el Cementerio General de San José en una tumba comprada por el obispo Thiel, quien se rumora fue iniciado también en la Masonería y obtuvo el Grado 18, como lo atestiguan los decorados Masónicos de la Mitra oficial del Arzobispo Thiel, y que se guardan en la colección abierta al público del Museo Histórico de la Gran Logia de Costa Rica. Varias obras de carácter histórico-científico y/o masónico se han escrito sobre este fascinante personaje del siglo XIX en Costa Rica.

### Honores posteriores
En 1940, la Gran Logia de Costa Rica creó un museo donde se exhiben gran cantidad de objetos y pertenencias suyas. En 1915, se fundó la Logia Masónica N°15, que lleva su nombre. En 2010, se presentó en la Asamblea Legislativa de Costa Rica un proyecto de ley para declararlo Benemérito de la Patria, pero este se archivó y nunca se concretó. En 2015, la Gran Logia de Costa Rica bautizó su salón interior principal con su nombre.